# Tour de Qatar de 2011
El Tour de Qatar de 2011 fou la desena edició del Tour de Qatar. La cursa es disputà en sis etapes, una d'elles contrarellotge individual, entre el 6 i l'11 de febrer de 2011.
Mark Renshaw guanyà la classificació final, per davant de Heinrich Haussler, que s'imposà en la classificació dels punts. La classificació dels joves fou per Nikolas Maes, mentre que el Garmin-Cervélo guanyà la classificació per equips.

## Equips participants
Llista completa de participants
Els 16 equips participants són:
- 10 equips World Tour: Astana Qazaqstan Team, BMC Racing Team, Garmin-Cervélo, Team HTC-Highroad, Quick Step, Team Sky, Lampre-ISD, Team Katusha, Rabobank ProTeam, Team Leopard-Trek
- 5 equips continentals professionals: FDJ, Topsport Vlaanderen-Mercator, Skil-Shimano, Geox-TMC, Farnese Vini-Neri Sottoli
- 1 equip continental: An Post-Sean Kelly

## Etapes
| Etapa    | Data         | Recorregut                                | Km    | Vencedor d'etapa  | Líder de la general |
| -------- | ------------ | ----------------------------------------- | ----- | ----------------- | ------------------- |
| Pròleg   | 6 de febrer  | Cultural Village – Cultural Village (CRI) | 2,0   | Lars Boom         | Lars Boom           |
| 1a etapa | 7 de febrer  | Dukhan – Al Khor Corniche                 | 145,5 | Tom Boonen        | Tom Boonen          |
| 2a etapa | 8 de febrer  | Camel Race Track – Doha Golf Club         | 135,5 | Heinrich Haussler | Tom Boonen          |
| 3a etapa | 9 de febrer  | Al Wakra – Mesaieed                       | 150,5 | Heinrich Haussler | Heinrich Haussler   |
| 4a etapa | 10 de febrer | West Bay Lagoon – Al Kharaitiyat          | 153,5 | Mark Renshaw      | Mark Renshaw        |
| 5a etapa | 11 de febrer | Sealine Beach Resort – Doha Corniche      | 126,5 | Andrea Guardini   | Mark Renshaw        |

## Classificació general final
| #  | Ciclista           | Equip             | Temps       |
| -- | ------------------ | ----------------- | ----------- |
| 1  | Mark Renshaw       | Team HTC-Highroad | 15h 31' 04" |
| 2  | Heinrich Haussler  | Garmin-Cervélo    | + 8"        |
| 3  | Daniele Bennati    | Team Leopard-Trek | + 17"       |
| 4  | Joan Antoni Flecha | Team Sky          | + 26"       |
| 5  | Roger Hammond      | Garmin-Cervélo    | + 38"       |
| 6  | Jeremy Hunt        | Team Sky          | + 39"       |
| 7  | Gabriel Rasch      | Garmin-Cervélo    | + 42"       |
| 8  | Bernhard Eisel     | Team HTC-Highroad | + 1' 05"    |
| 9  | Marcus Burghardt   | BMC Racing Team   | + 1' 33"    |
| 10 | Gert Steegmans     | Quick Step        | + 1' 35"    |

## Evolució de les classificacions
| Etapa (Vencedor)             | Classificació general | Classificació per punts | Classificació dels joves | Classificació per equips |
| ---------------------------- | --------------------- | ----------------------- | ------------------------ | ------------------------ |
| Pròleg (Lars Boom)           | Lars Boom             | Lars Boom               | Alex Dowsett             | Rabobank                 |
| 1a etapa (Tom Boonen)        | Tom Boonen            | Tom Boonen              | Nikolas Maes             | Team Leopard-Trek        |
| 2a etapa (Heinrich Haussler) | Tom Boonen            | Heinrich Haussler       | Nikolas Maes             | Team Leopard-Trek        |
| 3a etapa (Heinrich Haussler) | Heinrich Haussler     | Heinrich Haussler       | Nikolas Maes             | Garmin-Cervélo           |
| 4a etapa (Mark Renshaw)      | Mark Renshaw          | Heinrich Haussler       | Nikolas Maes             | Garmin-Cervélo           |
| 5a etapa (Andrea Guardini)   | Mark Renshaw          | Heinrich Haussler       | Nikolas Maes             | Garmin-Cervélo           |
| Classificació final          | Mark Renshaw          | Heinrich Haussler       | Nikolas Maes             | Garmin-Cervélo           |